# Večer tříkrálový (film)
Večer tříkrálový (v britském originále Twelfth Night) je britská filmová komedie z roku 1996. Režisérem filmu je Trevor Nunn. Hlavní role ve filmu ztvárnili Imogen Stubbs, Toby Stephens, Helena Bonham Carter, Steven Mackintosh a Imelda Staunton.